# Pol Hauspie
Pol Hauspie (Poperinge, 21 juli 1951) is een Vlaams ondernemer, bekend van het taaltechnologiebedrijf Lernout & Hauspie (L&H). Hij werd in 2010 veroordeeld tot vijf jaar celstraf voor fraude.
In 2011 publiceerde Pol Hauspie het boek Priester, muzikant, piloot. Van L&H wonderboy tot gewoonweg Pol. Daarin vertelt en analyseert hij het verhaal van L&H en zijn persoonlijke ervaringen.

## Biografie

### Lernout & Hauspie
L&H, dat Hauspie in 1987 oprichtte samen met zijn zakenpartner Jo Lernout, ontwikkelde vernieuwende taaltechnologieën zoals spraakherkenning, spraaksynthese en automatische vertalingen. Vanuit het door hen opgerichte Flanders Language Valley in Ieper bouwden zij een wereldbedrijf rond deze taaltechnologieën uit. L&H was big business voor Vlaanderen en op zijn hoogtepunt had het een beurswaarde van 8 miljard dollar.
Het probleem van L&H was volgens Hauspie echter dat de door hen ontwikkelde taaltechnologie ver vooruit was op de marktsituatie. Pol Hauspie: "Sommige producten die we toen ontwikkelden, worden nu pas echt verkocht. Die kloof tussen productontwikkeling en het absorptievermogen van de markt, is een van de sleutelelementen om onze opgang, maar ook onze neergang te begrijpen." Omdat de L&H-producten ver vooruit waren op de markt groeide de omzet frustrerend traag, wat voor een beursgenoteerd bedrijf problematisch is.
In het derde kwartaal van 1998 zat L&H met een tekort van 2 miljoen dollar op het omzetdoel. Uit angst voor de reactie van de markt besloot de bedrijfstop om zelf bedrijfjes op te zetten die een beroep deden op L&H-technologie en zo omzet te creëren. Probleem was dat het niet bij deze ene keer bleef. De omzetmanipulatie had als gevolg dat er elk kwartaal steeds grotere druk kwam om niet-bestaande omzet te genereren.
In 2000 maakte The Wall Street Journal een deel van de omzetmanipulatie bekend en een jaar later was het bedrijf failliet.
Achteraf bleek L&H bijzonder waardevolle technologie in huis te hebben. Deze technologie is nu in Amerikaanse handen terechtgekomen. Ze wordt gebruikt in de Microsoft Windows- en Microsoft Office-software, maar ook Apple Siri en Google Translate.

### Proces en veroordeling
In het najaar van 2010 kwam er een einde aan de langste en grootste financiële rechtszaak uit de Belgische geschiedenis. Op dat proces pleitte Hauspie, in tegenstelling tot Lernout, schuldig. Zowel Hauspie als Lernout werden in hoger beroep veroordeeld tot een celstraf van vijf jaar, waarvan drie jaar effectief.
In zijn - in 2012 verschenen - Memoires schrijft Jean-Luc Dehaene, de toenmalige eerste minister van België: "Ik blijf er echter van overtuigd dat Jo en Pol niet gedreven werden door persoonlijk winstbejag. Zij hebben aan het hele verhaal niets overgehouden. Alles werd opnieuw in het bedrijf of de streek geïnvesteerd."